# Novia de vacaciones
Novia de vacaciones es una telenovela argentina emitida en 1979 por Canal 13, protagonizada por Susú Pecoraro, Miguel Ángel Solá y Rita Terranova, junto con Marcela López Rey, Cristina Tejedor, Víctor Hugo Vieyra y Elizabeth Killian en el rol de la ambiciosa "Javiera".

## Guion
La telenovela fue escrito por el fallecido escritor y político argentino, Hugo Wast, está basada en un libro de Wast que lleva título con el mismo nombre, escrita en 1907.

## Elenco
- Susú Pecoraro - Patricia
- Miguel Ángel Solá - Jaime
- Rita Terranova[1] - Angelina
- Elizabeth Killian - Javiera
- Víctor Hugo Vieyra - Julio
- Cristina Tejedor - Cecilia
- Gabriela Toscano - Alejandra
- Jorge Barreiro - Sebastián
- Virginia Romay - Argentina
- Marcela López Rey - Bernarda
- Jean Pierre Noher - Orlando
- Jorge Marrale - Santos
- Tito Alonso - Carmelo
- Roxana Berco - Mireya
- Patricia Castell - Teresita
- Nelly Tesolín - Piedad
- Alita Román - Carmen
- Alicia Aller - Betiana
- Claudia Cárpena - Jacinta
- Jorge Sassi - Dino
- Ana María Cores - Rosa "Rosita"
- Jorge De La Riestra - Pedro
- Patricia de la Torre - Delia
- Juan Peña - Horacio
- Úrsula Díaz - Yanina
- Alberto Bonez - Cholo
- Jorge Gatti - Enzo
- Ariel Keller - Paolo
- Daniel Lago - Agustín
- Martha Garat - Micaela
- Emilio Comte - Ernesto
- Juan Carlos Palma - Julián
- Osvaldo Retrivi - Carlos
- Pepe Novoa - Edgardo
- Roberto Aldao - Comisario
- Pablo Rago - Niño Infantil

## Equipo de producción
- Historia original: Hugo Wast
- Dirección: Jorge Palaz
- Adaptación: Ismael Hasse
- Interprete: Richard Clayderman